# استوارت بوردلی
استوارت بوردلی (انگلیسی: Stuart Boardley؛ زادهٔ ۱۴ فوریهٔ ۱۹۸۵) بازیکن فوتبال اهل بریتانیا است.
از باشگاه‌هایی که در آن بازی کرده‌است می‌توان به باشگاه فوتبال لیستون، باشگاه فوتبال سادبوری، باشگاه فوتبال تورکی یونایتد، و باشگاه فوتبال لانگ ملفورد اشاره کرد.